# Gabriel Berard i Gassol
Gabriel Berard i Gassol (Barcelona, ? - Barcelona, 1640) fou un prevere i jurista català. Morí assassinat durant el Corpus de Sang en tant que jutge de la Reial Audiència de Catalunya.
L'any 1639, com a jutge de l'audiència de Barcelona, feu entrar en vigor mesures contràries a les constitucions (tals com mobilitzacions, lleva de soldats i embargament d'aliments). Berard fou pressionat per Felip IV, el privat comte-duc Olivares i el virrei Dalmau de Queralt en la presa de decisions, fet que no el lliurà del descontentament popular. En conseqüència, durant la revolta del Corpus de Sang (7 de juny de 1640) morí assassinat i la seva casa fou saquejada i incendiada.
L'any 1626 dedica un escrit al comte-duc Olivares anomenat Discurso breve sobre la celebración de cortes de los fidelíssimos reynos de la Corona de Aragón.